# Corsomyza fusicornis
Corsomyza fusicornis är en tvåvingeart som beskrevs av Hesse 1938. Corsomyza fusicornis ingår i släktet Corsomyza och familjen svävflugor. Inga underarter finns listade i Catalogue of Life.